# Szextárgy
Szextárgy – piosenka zespołu Tankcsapda, wydana w 2003 roku jako singel promujący album Élni vagy égni.

## Charakterystyka
Na wydawnictwie zamieszczono cztery utwory – dwa studyjne i dwa koncertowe. Nagrań studyjnych dokonano w styczniu 2003 roku w Acoustair Stúdió w Budapeszcie oraz H.S.B. Stúdió w Dunakeszi, natomiast nagrania koncertowe pochodzą z koncertu w Peczu 20 grudnia 2002 roku. Maxi singel wydano 20 marca 2003 roku.
Tytułowy utwór zajął pierwsze miejsce na liście Single (track) Top 40 lista, utrzymując się na niej przez 81 tygodni.

## Lista utworów
Źródło: Discogs
1. „Szextárgy” (3:26)
2. „Az utca túloldalán” (3:44)
3. „Senki sem menekül” (live) (3:45)
4. „Lopott könyvek” (live) (5:14)

## Wykonawcy
Źródło: Tankcsapda.com
- László Lukács – wokal
- Levente Molnár – gitara
- Tamás Fejes – perkusja